# Doryan Rodríguez
Doryan Jovanny Rodríguez Soto  (San José, Costa Rica, 18 de enero de 2003) es un futbolista costarricense que juega como delantero centro en el Sporting F. C. de la Primera División de Costa Rica.

## Trayectoria

### L. D. Alajuelense
Debutó el 7 de septiembre de 2021, contra Jicaral Sercoba, ingresando de cambio al minuto 70, al minuto 82, marcó su primer gol en su debut, para poner el marcador final a favor de la L. D. Alajuelense 2-0. Doryan Rodríguez contabilizó en su primera experiencia, 4 partidos disputados con su primer gol del Torneo Apertura 2021.
En el Torneo Clausura 2022, apareció como protagonista en la jornada dos, enfrentándose ante A. D. Guanacasteca, ingresando de cambio al minuto 79 por el jugador Jurguens Montenegro, al minuto 89, Doryan apareció anotando el gol para poner el marcador 3-0, al minuto 92, apareció con gol nuevamente marcando su primer doblete con la L. D. Alajuelense y el primero de su carrera profesional, teniendo el marcador final 4-0 venciendo ante A. D. Guanacasteca.
Tuvo el partido más importante con apenas 19 años y fue disputar una final con la L. D. Alajuelense, enfrentándose ante Club Sport Cartaginés en la vuelta de la final, en busca del nuevo monarca, ingresó de cambio al minuto 110 en tiempos extras por el panameño Freddy Góndola, el encuentro finalizó con empate 1-1, pero perdiendo globalmente 2-1.
El 26 de septiembre de 2022, participó en su primer torneo internacional y la última edición de la Liga Concacaf en la alineación titular contra C. D. Águilas, disputó 58 minutos del partido en el empate 1-1. El 26 de octubre de 2022, se enfrentó en la final contra el C. D. Olimpia en el Estadio José de la Paz Herrera Uclés en Honduras, Rodríguez ingresó al minuto 74, finalizando con derrota 3-2. El 2 de noviembre de 2022 se dio el partido de vuelta, alineado como titular disputó 79 minutos en el empate 2-2, mientras en el marcador global el equipo rojinegro fue derrotado en el marcador 4-5.
El 16 de noviembre debutó en el Torneo de Copa de Costa Rica contra A. D. Guanacasteca al minuto 82 anotó para después finalizar con su último tanto con victoria en el marcador 2-1. Rodríguez tuvo participación en el juego de vuelta contra A. D. Guanacasteca, participando los 90 minutos en cada encuentro, logrando avanzar en el marcador global de 3-1. En semifinales, Rodríguez se enfrentó ante el C. S. Herediano en ambos partidos de ida y vuelta, el conjunto rojinegro fue derrotado en el marcador global 1-2, siendo eliminados del Torneo de Copa de Costa Rica.
El 18 de noviembre de 2023, se disputó la final del Torneo de Copa de Costa Rica entre la L. D. Alajuelense y el Deportivo Saprissa, Rodríguez disputó 22 minutos, al recibir dos tarjetas amarillas en el compromiso, el encuentro finalizó con la victoria rojinegra en el marcador 2-0, obteniendo su primer título nacional.
El 5 de diciembre de 2023, Rodríguez se coronó campeón en el debut internacional de la Copa Centroamericana de Concacaf tras derrotar al Real Estelí F. C. por el marcador global 4-1.

### Puntarenas F. C.
El 6 de enero de 2024, Rodríguez fue oficializado su fichaje al Puntarenas F. C. en condición de préstamo por seis meses. El 13 de enero, debutó contra el Deportivo Saprissa, Rodríguez disputó 79 minutos en la derrota 3-0.

### Sporting F. C.
El 12 de junio de 2024, se oficializó su fichaje al Sporting F. C. en condición de préstamo por un año. El 20 de julio debutó contra el Deportivo Saprissa, dándose su ingreso al minuto 79 en la victoria 3-1. Tres días después, realizó su primera anotación con Sporting contra el Santa Ana F. C. al minuto 90+4 por la victoria 0-2.

## Selección nacional

### Categorías inferiores
Fue convocado por el técnico Vladimir Quesada para representar a la selección sub-20 de Costa Rica en el Torneo Uncaf Sub-19 con sede en Belice. Llegó a participar en cada partido del Torneo Uncaf Sub-19 en la primera fase de grupos, en lo que Costa Rica se enfrentó a las selecciones de Panamá, Guatemala y Puerto Rico, empatando sin anotaciones contra Panamá (0-0), empatando ante Guatemala por una propia anotación (1-1). En el tercer encuentro fue contra Puerto Rico, ganando Costa Rica con un marcador superior (4-1). La selección de Costa Rica avanzaba a la final contra El Salvador, Doryan disputó la totalidad de minutos, Costa Rica se coronaba campeón de una manera dramática ante los salvadoreños con el marcador 5-4, Rodríguez alzaba su título internacional con la selección sub-20 de Costa Rica.
Fue convocado el 9 de junio de 2022 para seguir con el proceso del técnico Vladimir Quesada, pero esta vez para el Campeonato Sub-20 de la Concacaf con sede en Honduras. El 18 de junio de ese mismo año, Doryan debutó en el Campeonato Sub-20 de la Concacaf, contra Jamaica, la cual fue titular, al minuto 58, anotó el gol para abrir el marcador del encuentro en su debut de dicha categoría (1-0), siendo sustituido al minuto 85 por Fabricio Alemán, finalizando con el empate 1-1. En el segundo encuentro se enfrentaban ante Antigua y Barbuda, Rodríguez ingresó al minuto 78, realizando una anotación al minuto 90 con gol para sellar el marcador con su primera victoria (0-3). En el último encuentro de la fase de grupos se enfrentaban ante Honduras, país anfitrión del campeonato, Doryan  regresó a la alineación titular para Costa Rica, siendo sustituido al minuto 65, por la derrota 1-0. Costa Rica clasificó a octavos de final, quedando 2° con 4 puntos en primera fase de grupos. En la etapa de octavos de final, Costa Rica se enfrentaba ante Trinidad y Tobago, Doryan estuvo en el banco de suplencia, ingresando al terreno de juego al minuto 57, realizando doblete en los minutos 68 y 78, finalizando con la victoria 4-1, siendo la primera selección clasificada a cuartos de final. En la etapa de cuartos de final, se enfrentaban ante el vigente campeón de dicha categoría, la selección de Estados Unidos, estando en el banco de suplencia en el juego inicial, Doryan entró de cambio al terreno de juego al minuto 46, el encuentro finalizó con la derrota en el marcador 2-0, eliminándolos del campeonato y sin poder tener un boleto en la cita mundialista de la Copa Mundial Indonesia 2023.
El 29 de mayo de 2023, se oficializó la convocatoria del director técnico Douglas Sequeira para la nómina de los jugadores para representar a la selección de Costa Rica sub-23 en la competición del Torneo Maurice Revello de 2023, Doryan fue parte de la nómina. Rodríguez disputó como titular ante Venezuela en el juego inaugural, finalizando el compromiso en empate 1-1, obteniendo la victoria en penales por 3-4. En su segundo compromiso, Rodríguez ingresó de cambio en la parte complementaria ante Francia, siendo derrotados por el marcador 3-1. En su tercer compromiso, Doryan se enfrentó ante Arabia Saudita como titular, por el empate 0-0, perdiendo la serie en penales por 3-2, quedando eliminados de la competición en fase de grupos. Costa Rica disputó un partido por el undécimo puesto, enfrentándose ante Catar, Doryan tuvo la totalidad de minutos y realizó una anotación al minuto 77 de penal, el encuentro finalizó con la derrota 2-4.
El 23 de junio de 2023, fue convocado por el director técnico Erick Rodríguez para la nómina de los jugadores para representar a la selección de Costa Rica sub-23 en la competición de los Juegos Centroamericanos y del Caribe de 2023 con sede El Salvador.

#### Participaciones internacionales
| Competición                                  | Sede        | Resultado        | Partidos | Goles |
| -------------------------------------------- | ----------- | ---------------- | -------- | ----- |
| Torneo Uncaf Sub-19 de 2022                  | Belice      | Campeón          | 4        | 1     |
| Campeonato Sub-20 de la Concacaf de 2022     | Honduras    | Cuartos de final | 5        | 4     |
| Torneo Maurice Revello de 2023               | Francia     | Fase de grupos   | 4        | 0     |
| Juegos Centroamericanos y del Caribe de 2023 | El Salvador | Subcampeón       | 5        | 2     |

## Estadísticas

### Clubes
Actualizado al último partido jugado el 18 de agosto de 2024.
| Club                           | Div.          | Temporada     | Liga  | Liga  | Liga   | Copas nacionales | Copas nacionales | Copas nacionales | Copas internacionales | Copas internacionales | Copas internacionales | Total | Total | Total  |
| Club                           | Div.          | Temporada     | Part. | Goles | Asist. | Part.            | Goles            | Asist.           | Part.                 | Goles                 | Asist.                | Part. | Goles | Asist. |
| ------------------------------ | ------------- | ------------- | ----- | ----- | ------ | ---------------- | ---------------- | ---------------- | --------------------- | --------------------- | --------------------- | ----- | ----- | ------ |
| L. D. Alajuelense · Costa Rica |               |               |       |       |        |                  |                  |                  |                       |                       |                       |       |       |        |
| 1.ª                            | 2021-22       | 14            | 3     | 0     | —      | —                | —                | —                | —                     | —                     | 14                    | 3     | 0     |        |
| 1.ª                            | 2022-23       | 31            | 4     | 2     | 6      | 3                | 2                | 8                | 3                     | 0                     | 45                    | 10    | 4     |        |
| 1.ª                            | 2023-24       | 22            | 6     | 0     | 2      | 0                | 0                | 8                | 1                     | 0                     | 32                    | 7     | 0     |        |
| Total club                     | Total club    | 67            | 13    | 2     | 8      | 3                | 2                | 16               | 4                     | 0                     | 91                    | 20    | 4     |        |
| Puntarenas F. C. · Costa Rica  |               |               |       |       |        |                  |                  |                  |                       |                       |                       |       |       |        |
| 1.ª                            | 2023-24       | 15            | 4     | 1     | —      | —                | —                | —                | —                     | —                     | 15                    | 4     | 1     |        |
| Total club                     | Total club    | 15            | 4     | 1     | 0      | 0                | 0                | 0                | 0                     | 0                     | 15                    | 4     | 1     |        |
| Sporting F. C. · Costa Rica    |               |               |       |       |        |                  |                  |                  |                       |                       |                       |       |       |        |
| 1.ª                            | 2024-25       | 6             | 1     | 0     | 0      | 0                | 0                | —                | —                     | —                     | 6                     | 3     | 0     |        |
| Total club                     | Total club    | 6             | 3     | 0     | 0      | 0                | 0                | 0                | 0                     | 0                     | 6                     | 3     | 0     |        |
| Total carrera                  | Total carrera | Total carrera | 88    | 20    | 3      | 8                | 3                | 2                | 16                    | 4                     | 0                     | 112   | 27    | 5      |
| 1. 2. Fuente:Transfermarkt     |               |               |       |       |        |                  |                  |                  |                       |                       |                       |       |       |        |

## Palmarés

### Títulos nacionales
| Título                       | Club              | País       | Año  |
| ---------------------------- | ----------------- | ---------- | ---- |
| Torneo de Copa de Costa Rica | L. D. Alajuelense | Costa Rica | 2023 |

### Títulos internacionales
| Título                           | Club              | Sede     | Año  |
| -------------------------------- | ----------------- | -------- | ---- |
| Copa Centroamericana de Concacaf | L. D. Alajuelense | Alajuela | 2023 |

### Distinciones individuales
| Distinción                                                     | Año  |
| -------------------------------------------------------------- | ---- |
| Jugador revelación de la Copa Centroamericana de Concacaf 2023 | 2023 |